# Carlo Gubitosa
Carlo Gubitosa (Taranto, 6 aprile 1971) è uno scrittore e giornalista italiano.

## Biografia
La sua attività saggistica, iniziata nella metà degli anni novanta con i primi saggi sulla storia sociale della comunicazione elettronica, è condotta in parallelo alla professione di ingegnere e si caratterizza per la scelta di temi sociali e politici, come la guerra in Cecenia e le violenze collegate al G8 di Genova del 2001.

## Attività giornalistica
Nel 1995 inizia come collaboratore della rivista Il Giornale Della Natura, curando una rubrica mensile di telematica sociale. A partire dal 1996 opera come volontario in Peacelink, di cui in seguito diviene segretario, e collabora come fotogiornalista freelance, scrivendo per i periodici italiani di informazione indipendente: Diario, Carta, Altreconomia, Vita, Adista, Nigrizia, Terre di Mezzo, Linus, Liberazione, Lo Straniero, Volontari per lo Sviluppo, Casablanca, La Rivista del Volontariato, Azione nonviolenta, Electronic Media TLC, Inter.net, Marcondiro, Missione Oggi, Mosaico di Pace, Olis.
In rete ha scritto per Apogeonline, Punto Informatico, Unità on line, Mytech.mondadori.com, Mediamente.rai.it, per l'agenzia di stampa Redattore sociale e per Vivimilano on-line, supplemento telematico del Corriere della Sera e saltuariamente con le emittenti satellitari indipendenti No War TV e Arcoiris TV.
Nel 2002/2003 lavora nella redazione di Terre di Mezzo e come  caposervizio della redazione di Milano dell'agenzia di stampa Redattore Sociale.
Dal giugno 2005 al gennaio 2009 è titolare di una rubrica fissa sul giornalismo, la comunicazione sociale e le nuove tecnologie sul settimanale Carta.
Dal 2009 al 2012 ha collaborato con editoriali, rubriche ed articoli con il quotidiano Liberazione, proseguendo la sua attività come giornalista freelance e saggista dopo la sua chiusura di quest'ultimo decisa da Rifondazione Comunista.
Ha partecipato come relatore e formatore al Festival Internazionale di Giornalismo a Perugia, al Festival di "Internazionale" a Ferrara, al premio "Ilaria Alpi" a Riccione, al seminario "Redattore Sociale" a Capodarco.
A partire dal 2015 realizza come autore di giornalismo a fumetti alcune collaborazioni con l'inserto "La Lettura" del Corriere della Sera e con il settimanale L'Espresso.

## Attività saggistica

### Telematica per la Pace
Nel 1996, assieme ad Alessandro Marescotti ed Enrico Marcandalli, Carlo Gubitosa scrive Telematica per la Pace, un testo sulla telematica di base rivolto ad un pubblico di non addetti ai lavori

### Oltre Internet
A Telematica per la Pace fa seguito nel 1997 Oltre Internet,  con la prefazione di padre Alex Zanotelli dove si accosta l'utilizzo della comunicazione elettronica al consumo critico e alle pratiche del "commercio equo e solidale". In quel periodo la telematica e i circuiti commerciali alternativi basati su principi di giustizia sono ancora due ambienti per "addetti ai lavori", e questo libro introduce ad un pubblico più vasto due iniziative di nicchia che nella seconda metà degli anni '90 si trasformeranno in fenomeni di massa.

### Italian Crackdown
Nel 1999 il libro di Carlo Gubitosa Italian Crackdown, centrato sull'omonima operazione di polizia informatica, viene distribuito con una licenza d'uso  realizzata dal suo stesso autore, che rende il libro disponibile in rete contemporaneamente alla sua uscita nelle librerie di tutta Italia, e ne permette l'utilizzo con condizioni simili a quelle delle licenze Creative Commons BY-NC-ND.

### Viaggio in Cecenia
Nell'estate del 2000, Carlo Gubitosa entra a Groznyj dopo i bombardamenti dell'inverno precedente, descrivendo così la sua esperienza nel suo libro Viaggio in Cecenia, all'interno del quale mette sotto accusa gli interessi economici dell'Eni nell'area del Mar Caspio e gli accordi di cooperazione militare stipulati dall'Italia con la Russia del 1999, mentre erano in corso i crimini di guerra che sarebbero stati successivamente documentati e denunciati dalla Corte europea dei diritti dell'uomo.

### Elogio della pirateria
Nel 2005 nel saggio Elogio della pirateria affronta il tema della pirateria odierna, che si sviluppa in molteplici settori dell'agire umano nei quali si configurerebbe sempre di più come pratica sociale o meglio ribellione creativa (come suggerisce il sottotitolo del libro) messa in atto da un numero sempre crescente di individui in reazione a regole avvertite come ingiuste.

### Genova, nome per nome
In occasione del decennale dei fatti del G8 di Genova, pubblica in collaborazione con Altreconomia e Terre di Mezzo un libro inchiesta di 600 pagine, rilasciato con la licenza Creative Commons BY-NC-ND 3.0

### Ilva. Comizi d'acciaio
Nel 2013 viene pubblicato dalle Edizioni BeccoGiallo un libro-inchiesta illustrato dal disegnatore Giuliano Cangiano, Kanjano sulla storia dello stabilimento dell'Ilva di Taranto e il rapporto con la città.

## Insegnamento
Dal 2003 al 2014 ha collaborato con la facoltà di Scienze della Comunicazione dell'Università di Bologna.

## Riconoscimenti
Ha vinto nel 1999 il premio giornalistico indetto dallo SMAU, l'ente promotore della fiera nazionale dell'elettronica, dell'informatica e delle telecomunicazioni che si svolge ogni anno a Milano
Nel 2005 riceve dall'ordine dei giornalisti della Puglia il premio "Giornalista di Puglia – Michele Campione", nella sezione dedicata al giornalismo online e nel 2009 il Premio Satira Politica Forte dei Marmi.

## Iniziative
Nel settembre 2005 ha organizzato, unitamente all'associazione culturale telematica Metro Olografix e Peacelink l'evento Cyberfreedom a Pescara, dedicato all'analisi dei fenomeni di censura e alla difesa della libera espressione in rete.
Nell'aprile 2008 lancia in rete la campagna "Informazione Pulita", per "restituire ai cittadini il controllo economico, politico e deontologico dell'informazione".
Nel maggio 2008, assieme ai giornalisti Lorenzo Guadagnucci, Beatrice Montini e Zenone Sovilla, realizza il sito "Giornalisti contro il razzismo", dal quale partono due campagne di sensibilizzazione sul rapporto tra l'informazione e i migranti: "I media rispettino il Popolo Rom" e "Mettiamo al bando la parola Clandestino (e non solo quella)"
Nel febbraio 2009, col vignettista Mauro Biani, ha fondato il portale www.mamma.am  come punto di riferimento della satira italiana, da cui ha preso vita nel settembre 2009 Mamma! Se ci leggi è giornalismo, se ci quereli è satira, una rivista dedicata alla satira illustrata e al graphic journalism (giornalismo a fumetti).
La rivista nasce all'interno dell'associazione culturale Altrinformazione, fondata da Gubitosa, Biani e altri giornalisti, scrittori e attivisti dell'informazione come iniziativa di microeditoria no-profit, tuttora in attività con una collana di saggistica a fumetti curata dallo stesso Gubitosa.
Ha fondato, tramite l'associazione altrinformazione.net e peacelink.it, una propria istanza Mastodon all'indirizzo sociale.network con lo scopo di creare un ambiente social "di confronto per pacifisti, anarcolibertari, ecologisti, antimilitaristi, anticlericalisti, antirazzisti, antifascisti e ogni altro genere di persone che sogna un mondo più pulito, solidale e libero" e privo di alcuna pubblicità

## Pubblicazioni
- Telematica per la Pace. Cooperazione, diritti umani, ecologia .... Apogeo, 1996.
- Oltre Internet: consigli pratici per una navigazione a misura d'uomo, Edizioni Missionarie Italiane - Federico Ceratti Editore, 1997.
- Italian Crackdown - BBS amatoriali, volontari telematici, censure e sequestri nell'Italia degli anni '90, Apogeo, 1999.
- Nuove tecnologie per nuove abilità. La telematica al servizio dei disabili, cd-rom realizzato contestualmente alla vincita del premio giornalistico Smau, 1999.
- L'informazione alternativa. Dal sogno del villaggio globale al rischio del villaggio globalizzato, EMI, 2002.
- Carlo Gubitosa, Genova, nome per nome. Le violenze, i responsabili, le ragioni. Inchiesta sui giorni e i fatti del G8. (PDF), Altra Economia Edizioni/Terre di Mezzo, 2003. URL consultato il 18 ottobre 2013 (archiviato dall'url originale il 19 ottobre 2013).
- Viaggio in Cecenia La «guerra sporca» della Russia e la tragedia di un popolo. Nuova Iniziativa Editoriale, 2004.
- Non usate il nostro nome: famiglie delle vittime dell'11 settembre per un domani di pace (trad. di September 11th Families For Peaceful Tomorrows: Turning our Grief into Action for Peace), Terre di Mezzo, 2004.
- Elogio della pirateria. Dal Corsaro Nero agli hacker, dieci storie di ribellioni creative, Terre di Mezzo, 2005.
- Carovane. Esperienze di strada contro le guerre e le mafie, EMI, 2006.
- Hacker, scienziati e pionieri Archiviato il 4 dicembre 2010 in Internet Archive.. Storia sociale del ciberspazio e della comunicazione elettronica, Stampa Alternativa, 2007.
- Ricettario della pace. Consigli e ricette per mangiare bene senza appesantire il mondo, Meravigli, 2009.
- Propaganda d'autore. Guerra, razzismo, P2 e marchette: un atto d'accusa ai giornalisti VIP, Stampa Alternativa, 2011.
- Hacking Miracles, Jaico Publishing, 2011.
- Satira al telefono. Autointercettazioni su "Il Male di Vauro e Vincino", Quintadicopertina 2015 (ebook)
- Il giornalismo a fumetti. Raccontare il mondo col linguaggio della nona arte, NPE 2018.
- Abbiamo ragione da vent'anni. La contestazione al G8 del 2001 nelle lotte sociali del 2021, People 2021.
- Populismo Nucleare. Il futuro dell'energia tra ricerca scientifica e propaganda politica, Altreconomia 2022. (ebook)

### Libri a fumetti
- Carlo Gubitosa, Giuliano Cangiano, La mia terra la difendo. Un ragazzo, una protesta, una scelta di vita, Altrinformazione, 2012.
- Carlo Gubitosa, Giuliano Cangiano, Ilva. Comizi d'acciaio, Edizioni BeccoGiallo, 2013. Gallerie di tavole
- Carlo Gubitosa, Alessio Spataro, Heil Beppe!1! Manuale libertario contro un partito autoritario, Altrinformazione, 2014